# Michel Camélat
Michel Camelat (plus connu sous son nom gascon Miquèu de Camelat, 1871, Arrens - 1962, Tarbes) est un commerçant, dramaturge, poète et écrivain français de langue gasconne. Il s'agit d'un des plus grands poètes gascons du XXe siècle, avant Bernard Manciet.

## Biographie
Né le 26 janvier 1871 à Arrens, en Bigorre, dans le Lavedan, département des Hautes-Pyrénées, Michel Camelat est le fils unique d'un cordonnier. Après des études secondaires au petit séminaire de Saint-Pé-de-Bigorre, il refuse de devenir prêtre et doit revenir chez lui en 1887 où il se consacre au gascon et à sa littérature. C'est alors qu'il découvre l'œuvre des Félibres.
Il se marie en 1897 avec Catherine Augé et s'installe définitivement à Arrens dont il sera le maire de 1900 à 1904. Le couple aura quatre enfants, dont deux mourront en bas âge.
Après avoir été mobilisé pendant la Première Guerre mondiale, il se lie d'amitié avec le poète André Pic. 
Il meurt le 19 novembre 1962 chez sa fille à Tarbes.

## Félibre
En 1890, il obtient un premier prix de poésie à la félibrée de Tarbes et rencontre Simin Palay avec qui il lance en 1893 l'« Armanac Gascoun ». Il décide alors d'abandonner le gascon « lavedanais » de son village pour le béarnais qui lui permettra d'être lu dans toute la Gascogne.
En 1896, il participe à la fondation de l'Escole Gastou Febus qui fédère le Félibrige gascon, puis à celle de sa revue «  Reclams » en 1897. Reconnu par le Félibrige depuis la parution de « Beline », Camélat dirige de 1910 à 1914 le bimensuel populaire gascon « La Bouts de la Terre », à la ligne plus autonomiste que « Reclams ».
En 1902, il est élu majoral du Félibrige. Plus tard, il lancera dans sa revue le jeune poète Bernard Manciet. Camelat restera fidèle au béarnais traditionnel et rejettera systématiquement la graphie dite 'occitane', comme en témoigne sa correspondance avec André Pic.
Il a été membre de la Société des félibres de Paris.

## Son œuvre

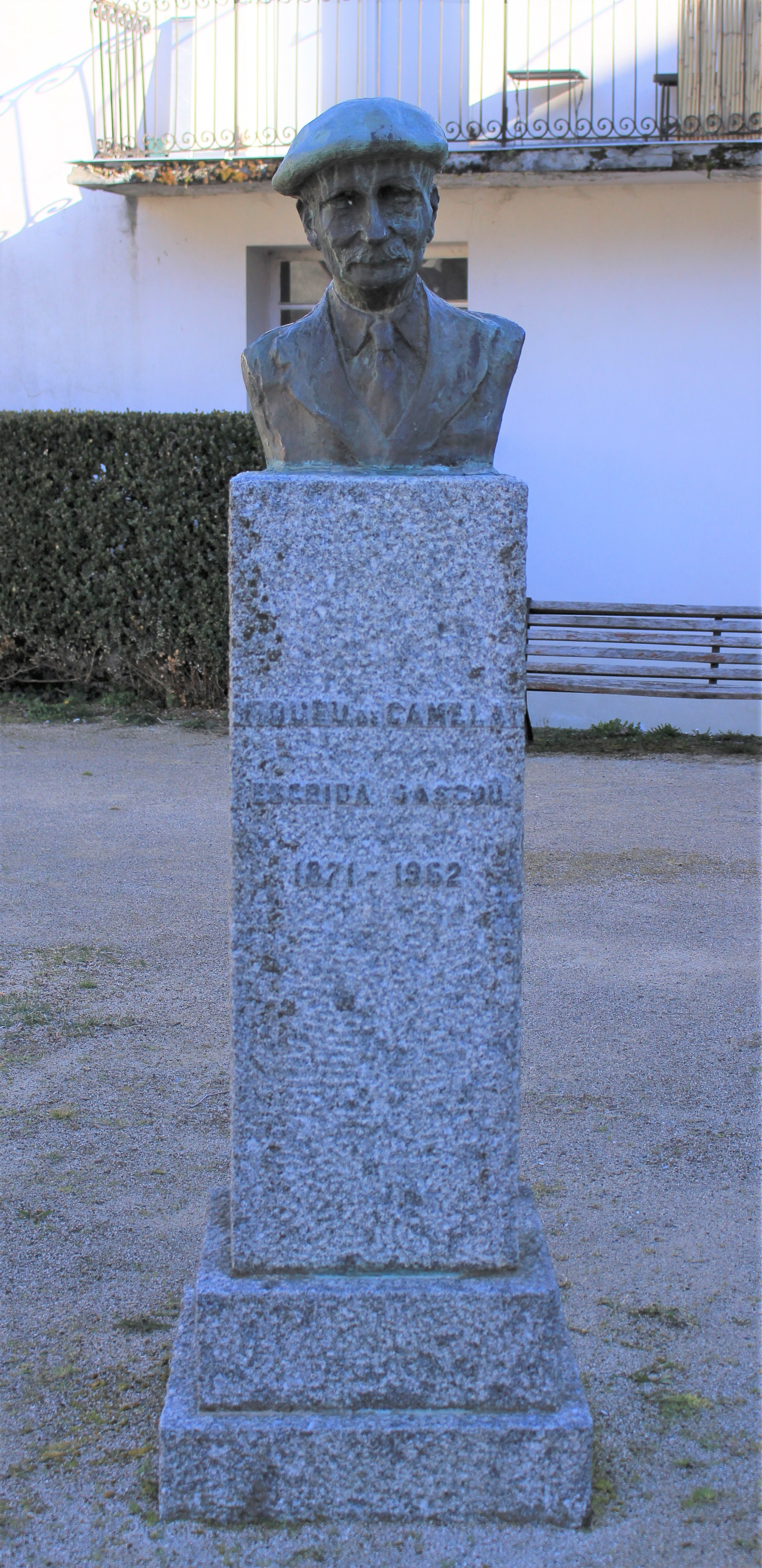
Statue de Michel Camélat à Arrens-Marsous.

Influencé par Frédéric Mistral et le Félibrige provençal, Camelat a écrit trois épopées et drames en vers gascons : Beline en 1899 pour laquelle il reçoit le Prix d'Honneur récompensant la meilleure œuvre gasconne de l'année, Mourte e Bibe en 1920 et Lole en 1939. Très attiré par le théâtre, il est aussi l'auteur de « divertissements » comme Griset nouste en 1911, Roubi lou sounadou et A l'aygue douce nou-b hidet en 1912 et Lou darrè Calhabari en 1916. Sans oublier sa tragédie de Gastou-Febus, écrite en 1914.
Il est aussi l'auteur de poésies et de nouvelles réunies dans L'espigue aus dits en 1934 et Bite-bitante en 1937. Plus des anthologies consacrées à la littérature gasconne comme Garbe de pouesies en 1928 ou Garbe de proses en 1933.
Il s'intéresse aussi au lexique gascon, celui du Lavedan en particulier et publie en 1949 un Glossaire du Val d’Azun.

### Citation
« Aco ray ! Se t'èy, migue, qu'èy en abounde
Lous gays, lous bounurs quant en subermesure !
Daune, daune aymade, oun ès, oun segnoureyes,
Tu, la daune badude de haut paradge,
Digne d'espousa lou coumte Febus; digne
Per la noublesse deu toû sang, per la traque
Toue, ô Daune, quant de temps que t'esperabi !
Oey, permou de tu, beroye, que'm destaqui
D'aqueres amous baches de qui m'embrumen...
Nou'n hès arré, oey qu'èm au die de't coélhe.
Oun ès amigue ? Parech, enbisaglante,
Que lou coumte Febus e se'n renabesque !
Qu'ès aquiu… Que crey de't sarra, que t'escapes… »
« Qu'importe ! Si je t'ai, ma mie, j'ai abondance de joies ; et de bonheur j'ai plus que suffisance ! Ô dame, ô maîtresse aimée, où es-tu ? Où règne ton pouvoir, toi la dame née de haut lignage, digne d'épouser le comte Fébus, digne par la noblesse de ton sang, par ta race, ô dame, je t'attends depuis si longtemps !  Pour toi aujourd'hui je me détache de ces basses amours qui m'attristent… Tu n'en fais rien, le jour est venu où nous te chercherons. Où es-tu, ma mie ? Montre-toi, éblouissante, que le comte Fébus y trouve une nouvelle jeunesse ! Te voilà… Je crois te serrer et tu t'échappes…) »

## Postérité
- Une rue de Tarbes porte son nom.
- La maison où il a vécu, au centre du village d'Arrens, a été transformée en chambres d'hôtes portant le nom de Maison Camelat.

## Pour approfondir